# Tankjager
Een tankjager is een pantservoertuig met als hoofddoel het vernietigen van vijandelijke tanks, terwijl het zelf lichter gepantserd is dan die tanks; of een gemechaniseerd geschut dat juist even zo zwaar is als die tanks dan wel zwaarder is. Een tankjager is een antitankvoertuig.

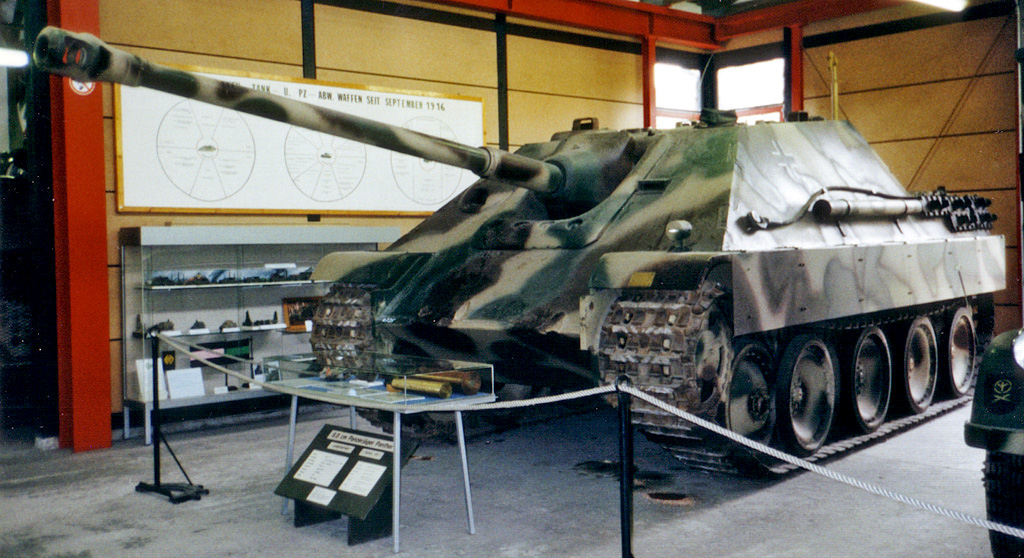
De Jagdpanther

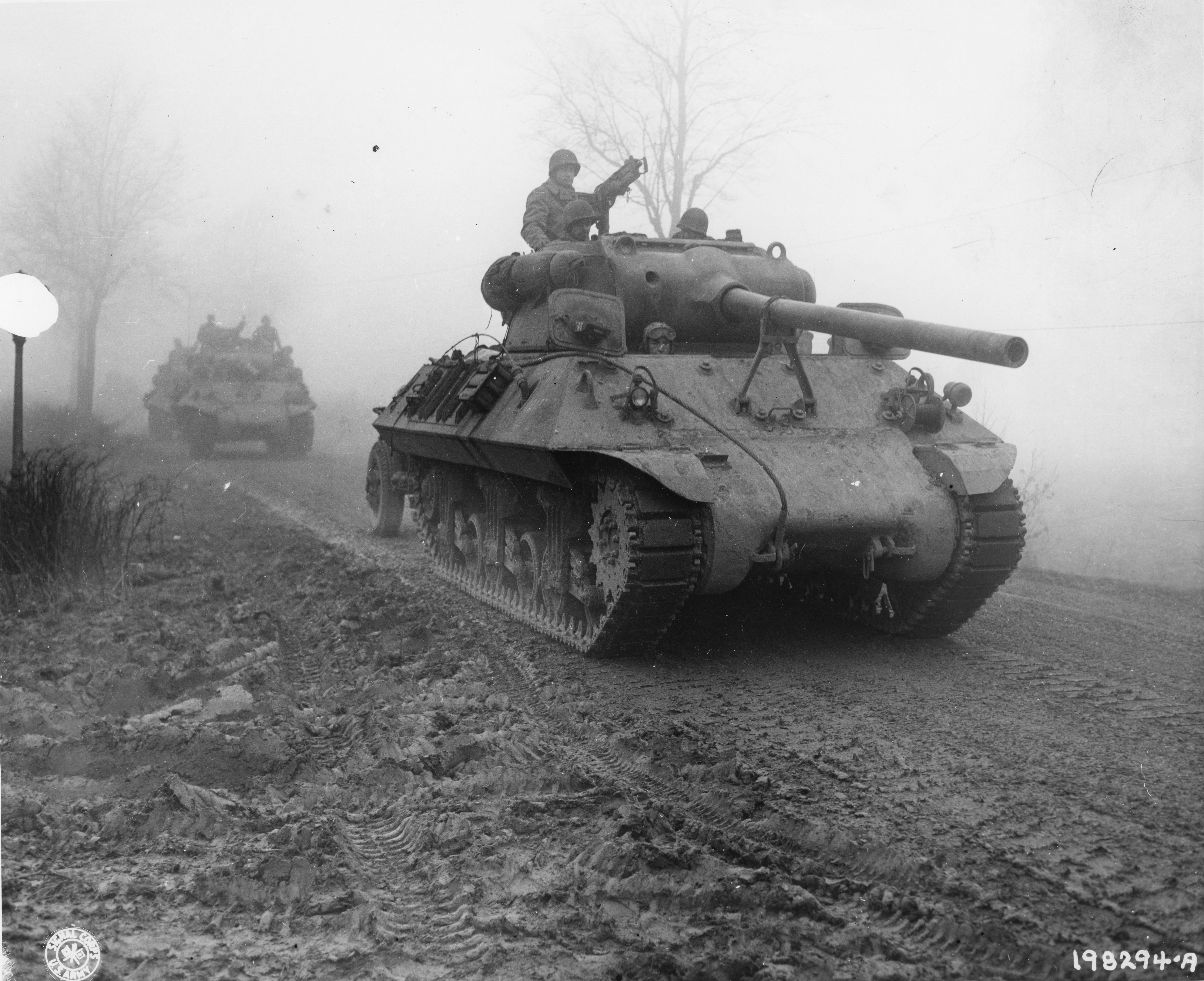
De M36; de "koepel" is open aan de bovenzijde

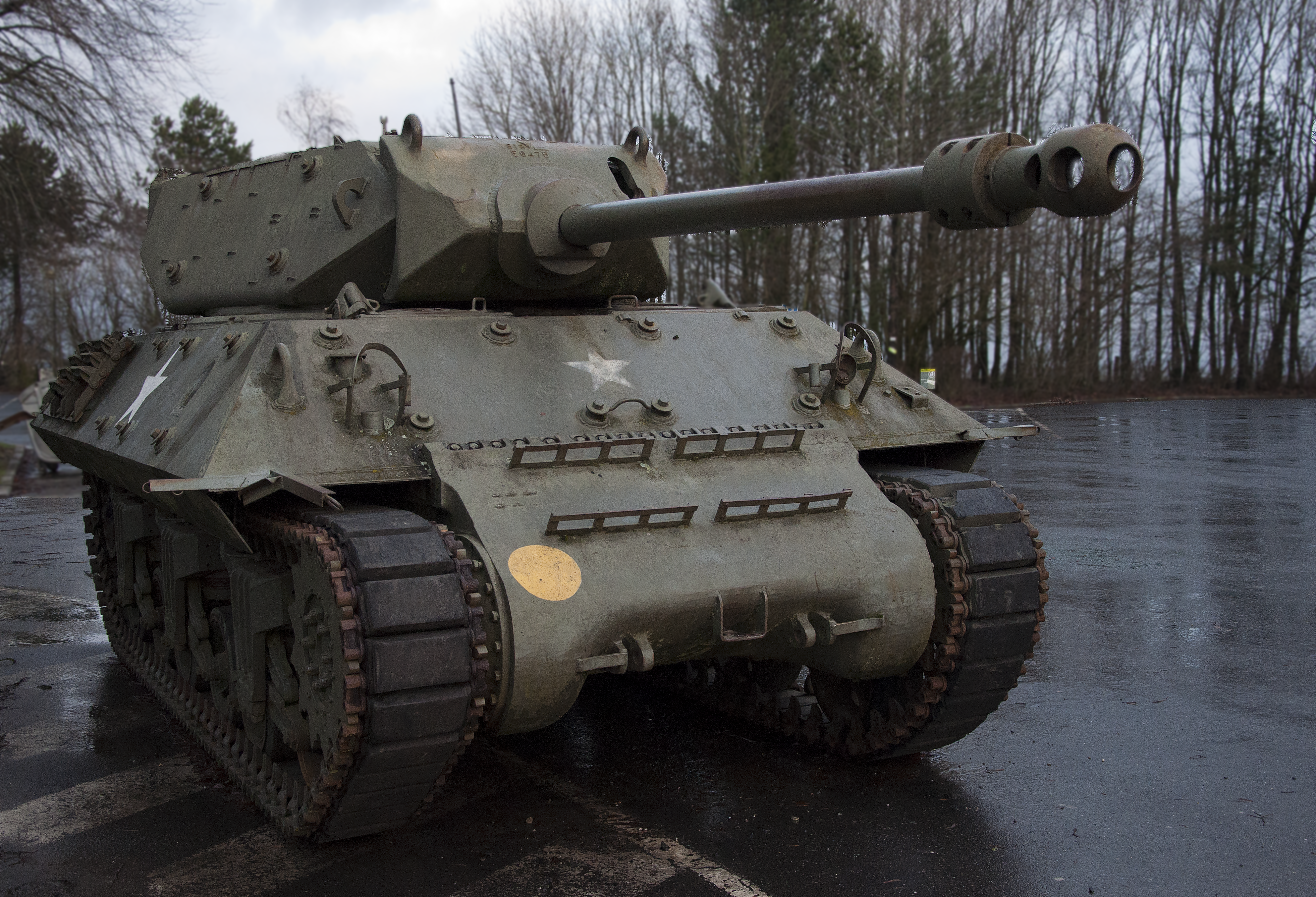
M10 Wolverine

## Ontwikkeling
De tankjager vindt zijn oorsprong in de Tweede Wereldoorlog. De Duitsers bliezen verouderde tanks nieuw leven in door ze om te bouwen tot gemechaniseerd geschut met een sterker kanon en noemden zulke voertuigen Panzerjäger. Een voorbeeld van zo'n tankjager is de Nashorn. Later poogden ze op dezelfde wijze de kwaliteit van hun laatste tanks nog eens te vergroten en schiepen de klasse van de Jagdpanzer, zoals de Jagdpanther en de Jagdtiger. De Hetzer of Jagdpanzer 38(t) was de meest geproduceerde Duitse tankjager. Van 1944 tot het einde van de oorlog werden er ruim 2.500 gebouwd.

Bij de geallieerden richtten de Amerikanen, naast hun Tank Corps, nog een apart Tank Destroyer Corps op. Deze laatste had de exclusieve taak op Duitse tanks te jagen met een aantal speciale licht gepantserde, maar zwaar bewapende, tanks, waarvan - om hun aparte karakter goed duidelijk te maken - de koepels niet van een dak waren voorzien, zoals de M3 GMC, de M10 Wolverine, de M36 en de M18 Hellcat. Een bekende Amerikaanse tankjager eenheid was het 614th Tank Destroyer Battalion. Een voorbeeld van een Engelse tankjager was de Archer.

Beide ontwikkelingen worden samengevat onder de noemer 'tankjager', vandaar de ingewikkelde definitie. Beide ontwikkelingen zijn ook zeer tijdgebonden: een Duits gebrek aan productiecapaciteit; een Amerikaanse vergissing om tanks niet met tanks te willen bestrijden.

## Na de Tweede Wereldoorlog
Na de oorlog komt de tankjager niet vaak meer voor, tenzij in even speciale omstandigheden. Zwitserland kocht in 1946 ruim 150 stuks van de Hetzer en deze bleven tot 1974 in dienst. De Sovjet-Unie ontwikkelt de ASU-85: een luchtmobiel gemechaniseerd geschut voor haar luchtlandingstroepen. Oostenrijk bouwt de Kürassier want het is dat land bij het neutraliteitsverdrag van 1955 verboden antitankraketten te bezitten. Nederland gebruikte de AMX-13/105 als zodanig en Duitsland bouwt de Kanonenjagdpanzer omdat het zulke goede ervaringen had opgedaan. Dit laatste voertuig werd ook door België aangeschaft.